# Bugalagrande
Bugalagrande, es un municipio colombiano y poblado,  perteneciente al departamento del Valle del Cauca. La cabecera municipal dista 113 km de Santiago de Cali, la capital departamental. Sus habitantes celebran las Fiestas del Retorno y el Festival de Bandas en agosto y el Festival de la danza en marzo.

## Toponimia
Su denominación actual proviene del hecho de haberse fundado la ciudad de Buga a orillas del río que tomó este nombre. En 1886 fue elevado a la categoría de municipio.

## Historia

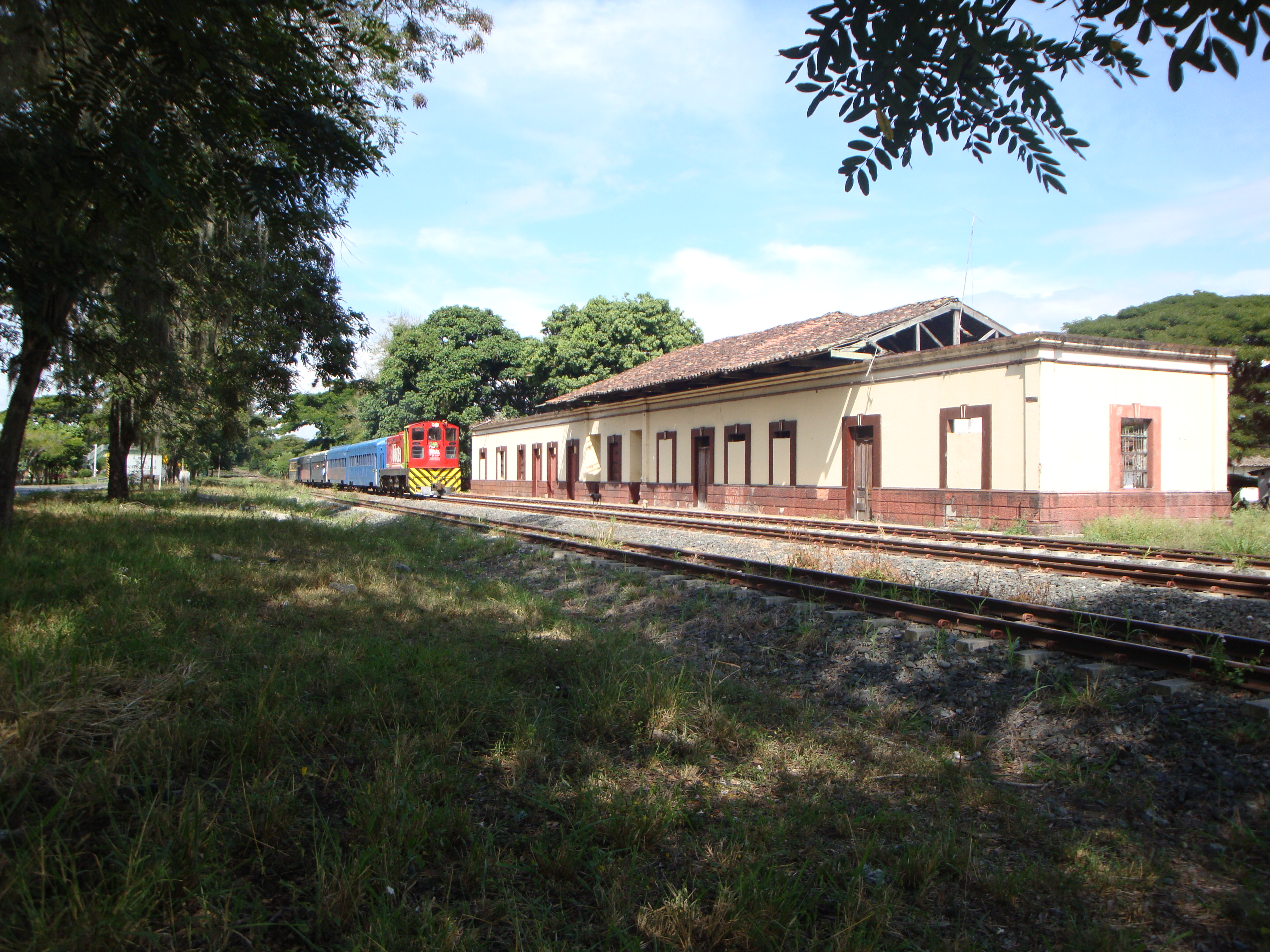
Estación de tren en Bugalagrande, considerado monumento local.

Fue fundado en 1662 por Diego Rengifo Salazar, quien llevó numerosos indígenas a su encomienda. En 1854 su nombre se cambió por el de Nariño, en honor al precursor de la independencia colombiana, Antonio Nariño, que conservó hasta 1875. 

## Geografía

### Clima
Enclavado a 941 m de altitud, su territorio, bañado por los ríos Bugalagrande, Río Cauca y La Paila, se distribuye en los pisos térmicos cálido, templado y frío. 
Tiene una temperatura media anual de 23 °C y un promedio anual de precipitaciones de 1.166 mm. Las principales actividades económicas son la agricultura (caña de azúcar, café, algodón, sorgo, banano, maíz, piña, soya), la ganadería, el comercio y cuenta con la multinacional Nestle de Colombia S.A . Como lugares turísticos e históricos destacan la capilla de El Overo y la Parroquia San bernabe. 
En Bugalagrande usted podrá degustar sus típicos platos vallecaucanos y un mecato tradicional entre los cuales sobresalen el pandebono, el pandeyuca, las empanadas de cambray, los cuaresmeros, el dulce desamargado, masatos y champús, trabuco, salpicón, el manjar blanco y el arroz con leche.

## Demografía
Su población según el censo del DANE de 2018 es de 21.000 habitantes.

## División Político-Administrativa
Aparte de su Cabecera municipal. Bugalagrande tiene bajo su jurisdicción los siguientes Centros poblados:
- Ceilán
- El Overo
- Galicia
- Mestizal
- Paila Arriba
- Uribe Uribe

### Veredas
Además, el municipio está compuesto con las siguientes veredas:
La Colonia, Chorreras, Guayabo, Chicoral, San Antonio, Jiguales, Lagunilla, La Morena, La Esmeralda, San Antonio, Raiceros, La Cristalina, Alto Bonito, Campo Alegre, El Placer, El Rocío, Raiceros, San Isidro.

## Servicios públicos
- Energía Eléctrica: Celsia, es la empresa prestadora del servicio de energía eléctrica.[6]
- Gas Natural: Gases de Occidente es la empresa distribuidora y comercializadora de gas natural en el municipio.